# Hubert Brohl
Hubert Franz Brohl (* 2. Juni 1913 in Düsseldorf; † 18. Februar 2006 ebenda) war von 1962 bis 1971 der zweite Präsident des Deutschen Badminton-Verbandes.
Der Düsseldorfer kam über Leichtathletik und Tischtennis zum Badmintonsport. Er war als Pionier 1953 Mitgründer des DBV und des Badminton-Landesverbandes Nordrhein-Westfalen. Schon damals übernahm Hubert Brohl Verantwortung in den Verbänden der jungen Sportart. 1954 wurde er Vorsitzender des DBV-Verbandsgerichts, von 1958 bis 1961 war er Vizepräsident und von 1962 bis 1971 Präsident. Das Amt hatte er von dem Bonner Unternehmer Hans Riegel übernommen. In seiner Eigenschaft als Präsident des DBV war er auch Mitbegründer der European Badminton Union. Hier arbeitete er zunächst als Council Officer und von 1968 bis 1971 als Vizepräsident. Die erste Europameisterschaft, die die EBU durchführte, holte er 1968 nach Bochum.
In seinem Landesverband NRW übernahm Hubert Brohl die Präsidentschaft schon 1955, um den größten Landesverband des DBV dann 12 Jahre lang zu führen. Dabei hatte er ab 1958 auch die Position des Geschäftsführers inne. Auch auf dem Spielfeld war er aktiv und wurde 1957 Westdeutscher Meister der Altersklasse O 40 im Herrendoppel.
Der DBV verlieh ihm 1960 den Ehrenring. Der Landesverband NRW zeichnete ihn mit den Ehrennadeln in Silber und Gold aus.